# 後世派
後世派，又稱後世方派，漢方醫學的流派之一，其處方以中國唐宋之後的醫學典籍為主，特別是劉完素、李東垣與朱丹溪等人，相當於中國所說的時方。

## 歷史
日本江戶時期，以學習中國金元時代的醫學為主，代表人物為日本戰國時代的田代三喜，其門人曲直瀨道三與其子曲直瀨玄朔。主要尊崇李東垣與朱丹溪，因此又稱李朱學派。其特色為重視陰陽五行思想與經絡學說。
在古方派出現之後，稱呼這些人為後世派。